# 12102 Piazzolla
12102 Piazzolla è un asteroide della fascia principale. Scoperto nel 1998, presenta un'orbita caratterizzata da un semiasse maggiore pari a 2,7026102 UA e da un'eccentricità di 0,1296727, inclinata di 12,21413° rispetto all'eclittica.
L'asteroide è dedicato al musicista argentino Astor Piazzolla.